# Alambique Leopoldense
Sociedade Recreativa Cultural Beneficente Escola de Samba Alambique Leopoldense é uma escola de samba da cidade de São Leopoldo, Rio Grande do Sul.Surgiu como time de futebol amador criado em 1999.Em 2010 se apresentou como bloco.A oitava entidade carnavalesca de São Leopoldo foi oficialmente fundada no dia 11 de junho de 2011. Nas cores azul, branco e preto.Seu símbolo é um pássaro de duas cabeças e um alambique.A escola está situada na Vila Paim, na chamada Baixada, zona oeste de São Leopoldo.

## Carnavais
| Ano                                                                 | Colocação | Grupo    | Enredo                                                                                               | Ref.  |
| ------------------------------------------------------------------- | --------- | -------- | --- | ----- |
| 2012                                                                | 4º lugar  | Único    | | [ 2 ] |
| 2013                                                                | 4º lugar  | Especial | Jogar, jogar, a Alambique banca o jogo pra ganhar!.                                                  | [ 3 ] |
| 2014                                                                | Campeã    | Acesso   | No mar da emoção do carnaval Alambique vem mostrar a historia da pirataria além do bem e do mal.     | [ 4 ] |
| Sem desfile oficial em 2015.                                        |           |          | |       |
| Desfile participativo em 2016.                                      |           |          | |       |
| 2017                                                                | 6º lugar  | Único    | No Carnaval da Inclusão Alambique Trás Para a Avenida a Luta Contra o Preconceito e a Discriminação. | [ 8 ] |
| 2018                                                                | 3º lugar  | Único    | Encantos da Lua                                                                                      |       |
| 2019                                                                | 3º lugar  | Único    | Fé: Luz que não vejo, mas é ela que me guia! Alambique vai na fé e não na sorte.                     | [ 9 ] |
| Em 2020 e 2021 não houve desfile por conta da pandemia da Covid-19. |           |          | |       |
| 2022                                                                | 5º lugar  | Único    | Sonhos de Liberdade                                                                                  |       |

## Títulos
- Campeã do grupo de acesso do Carnaval de São Leopoldo: 2014[10]